# Léopold Durangel
Antoine Victor Léopold Durand, dit Léopold Durangel, né à Marseille le 17 janvier 1828 et mort à Paris le 8 juin 1898, est un peintre et sculpteur français.

## Biographie
Léopold Durangel quitte de bonne heure sa ville natale pour poursuivre sa formation auprès de Ferdinand Wachsmuth et d'Horace Vernet. Cependant il ne marche pas sur les traces de ses maîtres dans la carrière de la peinture militaire, mais se spécialise dans les portraits et les sujets religieux ou inspirés des Fables de La Fontaine. Après un échec en 1857 au concours du Prix de Rome, il expose à partir de 1859 au Salon des artistes français. Il y obtient des mentions honorables en 1876 pour Tu mangeras ton pain à la sueur de ton front et en 1885 pour Jésus meurt sur la Croix et Les poissons et le berger qui joue de la flûte.
En tant que décorateur, il intervient à la décoration du Muséum d'histoire naturelle de Marseille ; au rez-de-chaussée il peint avec l'aide d'un confrère M. Lalanne, une longue frise de 58 m de long représentant la plupart des grands animaux préhistoriques connus à l'époque : Nothosaurus, Ichthyosauria, Plesiosaurus, Ptérodactyle, Iguanodon, Megalosaurus, Deinotherium, Megatherium, Mammouth, Anophotherium, Xiphodon, Hyleosaurus et Ramphorynchus. Ces peintures déjà « vieilles » en 1930 selon le mot de M. Laurent, alors directeur du muséum, n'avaient pas un intérêt scientifiques. Elles ont été de nos jours remplacées par des peintures de même sujet. Il intervient également au Palais de justice de Paris.

## Œuvres picturales

### En France

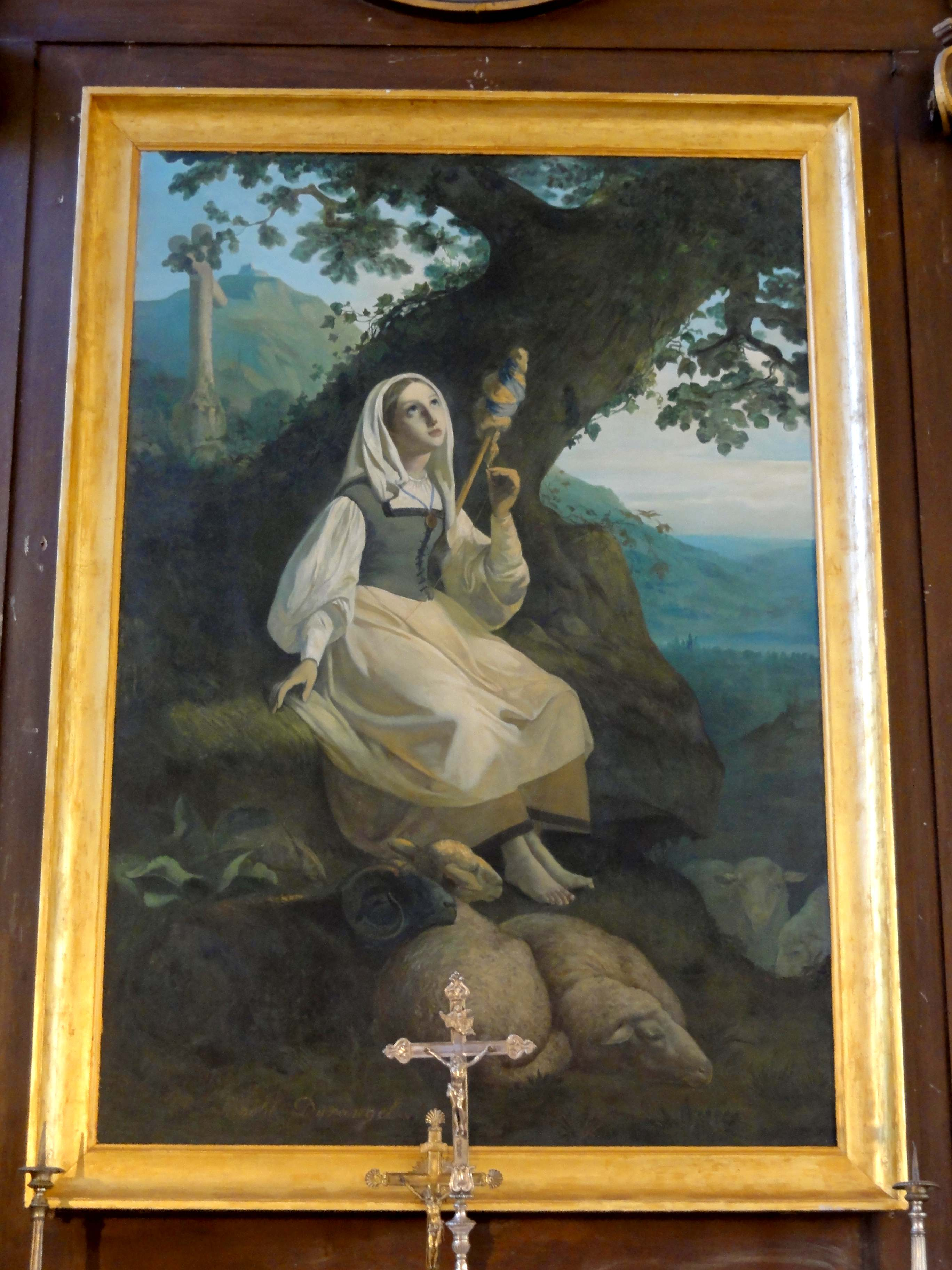
Sainte Geneviève (1854), Vémars, église Saint-Pierre-et-Saint-Paul.

#### Œuvres dans les collections publiques
- Aix-en-Provence[Où ?] : M. Revillaud.
- Bayonne, musée Bonnat-Helleu : Consomption ; Portrait d'Edme Bochet copie d'après un tableau d'Ingres[4],[5]
- Marseille, musée des beaux-arts : Le Pêcheur et le petit poisson[6].
- Nice, Musée des beaux-arts : Spahi assis
- Rouen, musée des beaux-arts : Portrait du docteur Lepec de La Cloture[7].

#### Œuvres dans les églises
- Charenton-le-Pont (Val-de-Marne), église Saint-Pierre : Saint Pierre, peinture murale[8].
- Hermaville (Pas-de-Calais), église : Christ glorieux[9].
- Vémars (Val-d'Oise), église Saint-Pierre-et-Saint-Paul : Sainte Geneviève, 1854, huile sur toile, tableau de retable. Assise sur un talus, à l'ombre d'un arbre qui domine une vallée profonde, sainte Geneviève file sa quenouille, et semble perdue dans ses pensées, le regard tourné vers le ciel et donc vers Dieu. À ses pieds, plusieurs moutons se reposent ; à l'arrière-plan, un calvaire se dessine devant de majestueuses montagnes[10].

### Au Canada
- Montréal, Hôpital général : Mère d'Youville et ses pauvres et L'abbé Normand consacrant la mère d'Youville et ses pauvres au Sacré-Cœur[11].